# War Nurse
War Nurse is een Amerikaanse oorlogsfilm uit 1930 onder regie van Edgar Selwyn. De film werd destijds in Nederland uitgebracht onder de titel Oorlogsverpleegsters.

## Verhaal
Ten tijde van de Eerste Wereldoorlog wordt een groep jonge Amerikaanse vrouwen na een gehaaste 'training' naar Frankrijk gestuurd om hier als zuster in een ziekenhuis voor gewonde soldaten aan de slag te gaan. Onder hen bevindt zich Joy Meadows, een 19-jarig meisje uit een hoogstaand milieu dat geen enkele ervaring in het vak heeft. Al gauw mist ze haar leven in Manhattan en twijfelt of ze wel geschikt is voor het harde werk. Ze vindt troost bij de gewonde soldaat Robbie Neil, die uit dezelfde buurt komt als zij. Medenieuwkomer Babs Whitney valt ondertussen langzaam voor de charmes van vechtpiloot Wally O'Brien.
Na enkele maanden is Joy smoorverliefd op Robbie en geeft ook Babs toe aan haar romantische gevoelens voor Wally. Op weg naar een dubbeldate ontsnappen Babs en Wally ternauwernood aan een bomaanslag en delen een kus. Die avond wordt Wally dronken en probeert met Babs naar bed te gaan. Wanneer zij hem afwijst, vertelt hij dat hij elk moment op het slagveld kan overlijden en daarom niet op zoek is naar een serieuze relatie. De volgende dag vertrekt Wally op missie naar Duitsland, en blijft Babs achter met de vraag of ze een fout heeft gemaakt door hem af te wijzen.
Kort daarop komt Joy tot de ontdekking dat Robbie al is getrouwd. Ze is ontroostbaar en vraagt een overplaatsing naar een ander ziekenhuis aan. Onderweg hierheen wordt medezuster Kansas dodelijk getroffen door schoten uit het slagveld. Joy zoekt haar heil in de alcohol en het nachtleven. Nadat een affaire met een getrouwde man aan het licht komt, dreigt ze te worden ontslagen en teruggestuurd naar de Verenigde Staten. Met dank aan Babs hulp mag ze uiteindelijk in het ziekenhuis blijven. Dit ziekenhuis wordt korte tijd later geraakt door een bomaanslag waarbij bijna iedereen om het leven komt. Joy is op dat moment inmiddels zwanger en overlijdt na de geboorte van haar kind. Babs ontfermt zich over het kind en noemt hem Wally. Na het einde van de oorlog keert Wally terug in haar leven, die vertelt dat hij in Duitsland als krijgsgevangene vastzat en in die tijd zich heeft gerealiseerd dat hij van haar houdt.

## Rolverdeling
| Acteur            | Personage                     |
| ----------------- | ----------------------------- |
| Robert Montgomery | Luitenant Wally O'Brien       |
| Anita Page        | Joy Meadows                   |
| June Walker       | Barbara "Babs" Whitney        |
| Robert Ames       | Luitenant Robin "Robbie" Neil |
| Zasu Pitts        | Cushie, zuster                |
| Marie Prevost     | Rosalie Parker                |
| Helen Jerome Eddy | Marian, aka "Kansas"          |
| Hedda Hopper      | Mrs. Townsend                 |
| Edward J. Nugent  | Luitenant Frank Stevens       |
| Martha Sleeper    | Helen                         |
| Michael Vavitch   | Dokter                        |
| Loretta Young     | Zuster (ongenoemd)            |